# كفر الشيخ طعيمة
كفر الشيخ طعيمة إحدى قرى مركز بركة السبع التابع لمحافظة المنوفية بجمهورية مصر العربية.

## السكان
بلغ عدد سكان كفر الشيخ طعيمة 1,550 نسمة، حسب الإحصاء الرسمي لعام 2006.